# Johan Dalgas Frisch
Johan Dalgas Frisch (født 12. juli 1930 i Sao Paulo, Brasilien, død 22. juni 2024) var en dansk-brasiliansk ingeniør og ornitolog, oldebarn af Enrico Dalgas.
Johan Dalgas Frisch var søn af den danske immigrant Svend Frisch og Ellen Margareth Dalgas Frisch, der opholdt sig i Brasilien i 1927. Hans oldefar var den berømte medstifter af Det danske Hedeselskab, Enrico Dalgas. Fra en tidlig alder observerede Johan Frisch lokale fugle og deres adfærd, en interesse han opmuntredes til af sin far. Svend Frisch var kunstner, og tegnede blandt andet brasilianske fugle, herunder illustrationer til bøger, han udgav sammen med Johan.
I 1950 blev Frisch indskrevet på Universidade Presbiteriana Mackenzie i São Paulo, og dimitterede som industriingeniør i 1955. I 1958 rejste han til sin arbejdsgivers hovedkvarter i Skotland, hvor han gjorde brug af muligheden for at mødes med europæiske ornitologer, og blev introduceret til deres optagelser af fuglesang.
Da Frisch vendte tilbage til Brasilien, begyndte han at optage fuglesang, i første omgang ved hjælp af en paptragt. Han raffinerede dette design som han benyttede til optagelser, og udviklede til sidst en parabol til formålet. På en tur til Pantanal lavede han flere optagelser af de lokale fugle.
I 1962 udgav Frisch nogle af sine indspilninger, Canto das Aves do Brasil (De brasilianske fugles sang). Albummet blev udgivet samtidigt i Brasilien, London og New York. I 18 på hinanden følgende uger var hans optagelser af fuglesang det bedst sælgende album i Brasilien. Det følgende år udgav han sit andet album, med titlen Vozes da Amazonia (Amazonas stemmer), der indeholder gærdesmuttens sang. I 1974 udgav han cd'en Sinfonia do Natal med julesange som Silent Night og Jingle Bells afbrudt af fuglesang.
I 1964 udgav han bogen Aves Brasileiras sammen med sin far Svend. Samtidigt indledte han en kampagne for at skabe en nationalpark i Tumucumaque bjergene, der efterfølgende af præsident Artur da Costa e Silva blev gjort til et fredet område (senere i 2002 Tumucumaque Nationalpark).
I 1964 blev hans søn Christian født. Frisch havde en succesfuld karriere som ingeniør, og i 1976 designede han spildevandsrensningen på São Paulo Guarulhos International Airport. I 1981 udgav han anden udgave af Aves Brasileiras. Omkring dette tidspunkt var han blandt grundlæggerne af Associação de Preservação da Vida Selvagem, en naturbeskyttelsesorganisation, der hvert år den 5. oktober markerer "Fuglenes nationale dag". I 1992 modtog han titlen som æresborger i Texas.
I 1994 udgav han sammen med sin søn Christian en bog om kolibrier, Jardim dos Beija-Flores. I 2001 udgav han Os 12 Cantos do Brasil, og i 2002 sin fjerde bog Cantos Harmoniosos da América. I 2005 udgav han tredje udgave af Aves Brasileiras, nu også med et afsnit om planter, der tiltrækker fugle. Den fik titlen Aves Brasileiras e Plantas que som Atraem. Mange tegninger i bogen var udført af hans far Svend, og nogle af de øvrige var af hans søn Christian.